# قائمة رؤساء إندونيسيا
رئيس إندونيسيا هو رأس الدولة ورئيس حكومة جمهورية إندونيسيا. يقود الرئيس الفرع التنفيذي للحكومة الإندونيسية وهو القائد العام للقوات المسلحة الإندونيسية. ينتخب الرئيس ونائب الرئيس مباشرة لولاية مدتها خمس سنوات منذ عام 2004.
تأسس منصب الرئاسة أثناء صياغة دستور عام 1945 من قبل لجنة التحقيق للعمل التحضيري من أجل الاستقلال (BPUPK)، وهي هيئة أنشأها الجيش الياباني السادس عشر المحتل في 1 مارس 1945 للعمل على الاستعدادات للاستقلال في منطقة حكومة جزيرة جاوة هذه. اختارت اللجنة التحضيرية لاستقلال إندونيسيا (PPKI) في 18 أغسطس 1945، التي أنشئت في 7 أغسطس لتحل محل اللجنة السابقة، سوكارنو أول رئيس للبلاد.

## القائمة
| No. | الصورة | الاسم (الميلاد–الوفاة)                 | فترة الحكم                           | فترة الحكم     | فترة الحكم         | الحزب                                        | نائب الرئيس              | نائب الرئيس              |
| No. | الصورة | الاسم (الميلاد–الوفاة)                 | استلم المنصب                         | ترك المنصب     | مدة الحكم          | الحزب                                        | نائب الرئيس              | نائب الرئيس              |
| --- | --- | -------------------------------------- | ------------------------------------ | -------------- | ------------------ | -------------------------------------------- | ------------------------ | ------------------------ |
| 1   | | أحمد سوكارنو (1901–1970)               | 18 أغسطس 1945                        | 12 مارس 1967   | 21 سنوات و206 أيام | مستقل                                        |                          | محمد حاتا                |
| 1   | شاغر (1 ديسمبر 1956 – 12 مارس 1967) | أحمد سوكارنو (1901–1970)               | 18 أغسطس 1945                        | 12 مارس 1967   | 21 سنوات و206 أيام | مستقل                                        |                          |                          |
| 1   | أعلن سوكانارنو استقلال إندونيسيا عن القوى الاستعمارية. ترأس الثورة الوطنية الإندونيسية. هو أحد الآباء المؤسسين لحركة عدم الانحياز واستضافت إندونيسيا في عهده مؤتمر باندونغ عام 1955. دعا إلى الديمقراطية الموجهة في أعقاب انهيار 10 حكومات خلال الخمسينيات. وقع على اتفاقية نيويورك التي حكمت بها إندونيسيا غرب غينيا الجديدة. عارض تشكيل ماليزيا وبدأ المواجهة الإندونيسية الماليزية. تنازل عن السلطة عام 1967. | أحمد سوكارنو (1901–1970)               |                                      |                |                    |                                              |                          |                          |
| 2   | | سوهارتو (1921–2008)                    | 12 مارس 1967 (بالوكالة) 27 مارس 1968 | 21 مايو 1998   | 31 سنوات و70 أيام  | حزب العمال (بدعم من الجيش الوطني الإندونيسي) |                          |                          |
| 2   | شاغر (12 مارس 1967 – 23 مارس 1973) | سوهارتو (1921–2008)                    | 12 مارس 1967 (بالوكالة) 27 مارس 1968 | 21 مايو 1998   | 31 سنوات و70 أيام  | حزب العمال (بدعم من الجيش الوطني الإندونيسي) |                          |                          |
| 2   | هامينجكوبوونو التاسع | سوهارتو (1921–2008)                    | 12 مارس 1967 (بالوكالة) 27 مارس 1968 | 21 مايو 1998   | 31 سنوات و70 أيام  | حزب العمال (بدعم من الجيش الوطني الإندونيسي) |                          |                          |
| 2   | آدم مالك | سوهارتو (1921–2008)                    | 12 مارس 1967 (بالوكالة) 27 مارس 1968 | 21 مايو 1998   | 31 سنوات و70 أيام  | حزب العمال (بدعم من الجيش الوطني الإندونيسي) |                          |                          |
| 2   | عمر ويراهديكوسومة | سوهارتو (1921–2008)                    | 12 مارس 1967 (بالوكالة) 27 مارس 1968 | 21 مايو 1998   | 31 سنوات و70 أيام  | حزب العمال (بدعم من الجيش الوطني الإندونيسي) |                          |                          |
| 2   | سودهارمونو | سوهارتو (1921–2008)                    | 12 مارس 1967 (بالوكالة) 27 مارس 1968 | 21 مايو 1998   | 31 سنوات و70 أيام  | حزب العمال (بدعم من الجيش الوطني الإندونيسي) |                          |                          |
| 2   | تراي سوتريسنو | سوهارتو (1921–2008)                    | 12 مارس 1967 (بالوكالة) 27 مارس 1968 | 21 مايو 1998   | 31 سنوات و70 أيام  | حزب العمال (بدعم من الجيش الوطني الإندونيسي) |                          |                          |
| 2   | يوسف حبيبي | سوهارتو (1921–2008)                    | 12 مارس 1967 (بالوكالة) 27 مارس 1968 | 21 مايو 1998   | 31 سنوات و70 أيام  | حزب العمال (بدعم من الجيش الوطني الإندونيسي) |                          |                          |
| 2   | أول رئيس من خلفية عسكرية. وأطول رئيس حكم البلاد بمدة بلغت 31 عامًا. تولى السلطة عن طريق إعلان سوبيرسمار عام 1966. وأسس نظام عسكري ديكتاتوري. حل الحزب الشيوعي الإندونيسي وأشرف على عملية القتل الجماعي وسجن الآلاف من الشيوعيين المشتبه بهم في جميع أنحاء البلاد. أنهى الحرب مع ماليزيا وبدأت علاقات ودية معها ومع سنغافورة، وأصبحت إندونيسيا في عهده عضوًا مؤسسًا في رابطة دول جنوب شرق آسيا ومنتدى التعاون الاقتصادي لدول آسيا والمحيط الهادئ. قطع العلاقات مع الصين والدول الشيوعية الأخرى في المنطقة. ضم تيمور الشرقية. دمج غرب غينيا الجديدة في إندونيسيا. أشرف على التنمية الاقتصادية وبناء بنية تحتية كبيرة، لكنه أشرف على تفشي الفساد داخل البيروقراطية والحكومة. استقال في أعقاب انهيار الاقتصاد الإندونيسي خلال الأزمة المالية الآسيوية عام 1997 وأعمال الشغب عام 1998. | سوهارتو (1921–2008)                    |                                      |                |                    |                                              |                          |                          |
| 3   | | يوسف حبيبي (1936–2019)                 | 21 مايو 1998                         | 20 أكتوبر 1999 | 1 سنة و152 أيام    | حزب العمال                                   | شاغر                     | شاغر                     |
| 3   | أول رئيس وحتى الآن الوحيد الذي جاء من خارج جاوة. أول نائب رئيس يصبح رئيسًا. تولى السلطة بعد استقالة سوهارتو. أشرف على التحول الديمقراطي في إندونيسيا. أعلنت تيمور الشرقية استقلالها عن إندونيسيا في عهده. أطلق سراح آلاف السجناء السياسيين. قرر عدم الحكم لولاية كاملة. | يوسف حبيبي (1936–2019)                 |                                      |                |                    |                                              |                          |                          |
| 4   | | عبد الرحمن وحيد (1940–2009)            | 20 أكتوبر 1999                       | 23 يوليو 2001  | 1 سنة و276 أيام    | حزب نهضة الوطن                               | شاغر (20–21 أكتوبر 1999) | شاغر (20–21 أكتوبر 1999) |
| 4   | ميجاواتي سوكارنوبوتري | عبد الرحمن وحيد (1940–2009)            | 20 أكتوبر 1999                       | 23 يوليو 2001  | 1 سنة و276 أيام    | حزب نهضة الوطن                               |                          |                          |
| 4   | 1999 – 54.37% | عبد الرحمن وحيد (1940–2009)            |                                      |                | 1 سنة و276 أيام    | حزب نهضة الوطن                               |                          |                          |
| 4   | أول مسؤول تنفيذي (رئيس ونائب رئيس) من خلفية دينية حيث أنه رئيس نهضة العلماء وحفيد مؤسسها. لديه تورط في عدد من الفضائح وقضايا الفساد. ألغى جميع أشكال التمييز القانوني المتبقية ضد الإندونيسيين الصينيين. لم تنجح محاولات إصلاحه الجيش وإزالة سلطته السياسية. حاول حل البرلمان، لكنهم أطاحوا به في النهاية. | عبد الرحمن وحيد (1940–2009)            |                                      |                |                    |                                              |                          |                          |
| 5   | | ميجاواتي سوكارنوبوتري (مواليد 1947)    | 23 يوليو 2001                        | 20 أكتوبر 2004 | 3 سنوات و89 أيام   | الحزب الديمقراطي الإندونيسي للنضال           | شاغر (23–26 يوليو 2001)  | شاغر (23–26 يوليو 2001)  |
| 5   | حمزة هاز | ميجاواتي سوكارنوبوتري (مواليد 1947)    | 23 يوليو 2001                        | 20 أكتوبر 2004 | 3 سنوات و89 أيام   | الحزب الديمقراطي الإندونيسي للنضال           |                          |                          |
| 5   | أول رئيسة لإندونيسيا والأولى التي ولدت بعد إعلان الاستقلال في عام 1945. هي الابنة الكبرى والطفل الثاني للرئيس سوكارنو، هي أول نائبة للرئيس. جاءت إلى السلطة بعد محاكمة عبد الرحمن وحيد. ترأست البلاد خلال فترة النمو الاقتصادي. تعرضت بالي لهجوم كبير في عام 2002 من قبل الجماعة الإسلامية. ترشحت للولاية الثانية ولكنها خسرت الانتخابات. | ميجاواتي سوكارنوبوتري (مواليد 1947)    |                                      |                |                    |                                              |                          |                          |
| 6   | | سوسيلو بامبانغ يودهويونو (مواليد 1949) | 20 أكتوبر 2004                       | 20 أكتوبر 2014 | 10 سنوات           | الحزب الديمقراطي                             |                          | محمد يوسف كالا           |
| 6   | بويديونو | سوسيلو بامبانغ يودهويونو (مواليد 1949) | 20 أكتوبر 2004                       | 20 أكتوبر 2014 | 10 سنوات           | الحزب الديمقراطي                             |                          |                          |
| 6   | 2004 – 60.62% 2009 – 60.80% | سوسيلو بامبانغ يودهويونو (مواليد 1949) |                                      |                | 10 سنوات           | الحزب الديمقراطي                             |                          |                          |
| 6   | أول رئيس ينتخب مباشرة عن طريق التصويت الشعبي. حدث في عهده تعرض أجزاء من سومطرة للدمار بسبب زلزال وتسونامي المحيط الهندي عام 2004 وضعف الجماعة الإسلامية بشدة بعد جهود المفرزة 88. صنفت إندونيسيا جزءًا من اقتصادات إم أي إن تي وأصبحت عضوًا في مجموعة العشرين. انتخب لولاية ثانية عام 2009. شكلت إندونيسيا منتدى بالي للديمقراطية وأصبحت عضوًا مؤسسًا في شراكة الحكومة المفتوحة. وتعرض الحزب الديمقراطي في ولايته الثانية لعدد من فضائح الفساد. | سوسيلو بامبانغ يودهويونو (مواليد 1949) |                                      |                |                    |                                              |                          |                          |
| 7   | | جوكو ويدودو (مواليد 1961)              | 20 أكتوبر 2014                       | 20 أكتوبر 2024 | 10 سنوات و0 أيام   | الحزب الديمقراطي الإندونيسي للنضال           |                          | محمد يوسف كالا           |
| 7   | معروف أمين | جوكو ويدودو (مواليد 1961)              | 20 أكتوبر 2014                       | 20 أكتوبر 2024 | 10 سنوات و0 أيام   | الحزب الديمقراطي الإندونيسي للنضال           |                          |                          |
| 7   | 2014 – 53.15% 2019 – 55.50% | جوكو ويدودو (مواليد 1961)              |                                      |                | 10 سنوات و0 أيام   | الحزب الديمقراطي الإندونيسي للنضال           |                          |                          |
| 7   | أول رئيس لم يكن من النخبة السياسية في البلاد أو كان جنرالاً في الجيش. أول رئيس كان سياسيًا إقليميًا (عمدة لمدة 7 سنوات تقريبًا ، وحاكمًا لما يقرب من عامين) وأول رئيس يولد بعد الاعتراف بالاستقلال في ديسمبر 1949. بدأ عملية نقل عاصمة إندونيسيا من جاكرتا إلى كالمنتان الشرقية. انتخب لولاية ثانية في 2019 . | جوكو ويدودو (مواليد 1961)              |                                      |                |                    |                                              |                          |                          |
| 7   | | فرابوو سوبيانتو (مواليد 1951)          | 20 أكتوبر 2024                       | 20 أكتوبر 2024 | 260 أيام           | حزب حركة إندونيسيا العظيمة                   |                          | جبران راكابومينغ راكا    |
| 7   | - | فرابوو سوبيانتو (مواليد 1951)          | 20 أكتوبر 2024                       | 20 أكتوبر 2024 | 260 أيام           | حزب حركة إندونيسيا العظيمة                   |                          |                          |
| 7   | 2024 – 58.59% | فرابوو سوبيانتو (مواليد 1951)          |                                      |                | 260 أيام           | حزب حركة إندونيسيا العظيمة                   |                          |                          |
| 7   | جنرال متقاعد كان قائدًا سابقًا ل(قيادة القوات الخاصة (كوباسوس)) وقيادة الاحتياطي الاستراتيجي للجيش (كوستراد) خسر مرتين أمام سلفه في الانتخابات الرئاسية الإندونيسية 2014 والانتخابات العامة الإندونيسية 2019، ولكن تم تعيينه وزيرًا للدفاع في عام 2019. كان عدد أصوات برابوو البالغ 96 مليونًا هو الأعلى الذي حصل عليه أي مرشح في انتخابات ديمقراطية في إندونيسيا، متجاوزًا عدد أصوات جوكو ويدودو البالغ 85.6 مليون صوت في عام 2019. وهو أول رئيس له سلف أصغر سنًا، وأكبر رئيس سنًا يؤدي اليمين الدستورية لفترة أولى (73 عامًا)، وأول مطلق يصبح رئيسًا، وكذلك الرئيس الذي لديه أقل عدد من الأطفال (طفل واحد). وهو أيضًا الرئيس الثالث من خلفية عسكرية.}} | فرابوو سوبيانتو (مواليد 1951)          |                                      |                |                    |                                              |                          |                          |